# Lesley Fera
Lesley Kathleen Fera (Los Angeles, 23 november 1971) is een Amerikaanse actrice, filmproducente en scenarioschrijfster.

## Biografie
Fera studeerde af in acteren aan de Florida State University in Tallahassee. Zij is vanaf 2012 getrouwd. 
Fera begon in 1998 met acteren in de televisieserie 3rd Rock from the Sun, waarna zij nog meerdere rollen speelde in televisieseries en films.

## Filmografie

### Films
- 2022 Seven Days - als Stacey
- 2020 Pretty Little Wine Moms Re-Watch - als Lesley
- 2017 Boone: The Bounty Hunter - als Madam Sylvia
- 2017 The Lovers - als Susan
- 2005 Herstory – als Marly
- 1999 Absence of the Good – als ??

### Televisieseries
Uitgezonderd eenmalige gastrollen.
- 2010-2017 Pretty Little Liars – als Veronica Hastings – 54 afl.
- 2014 Dating in LA and Other Urban Myths – als Penelope – 9 afl.
- 2013 Southland – als sergeant Waters – 4 afl.
- 2004-2010 CSI: Miami – als Dr. Joyce Carmel – 4 afl.
- 2009-2010 24 – als Angela Nelson – 6 afl.
- 2006-2007 Justice – als D.A. Jennifer Reese – 2 afl.

### Filmproducente/scenarioschrijfster
- 2020 Homeward Bound: Surviving the Coronavirus - televisieserie - 1 afl.
- 2020 Pretty Little Wine Moms Re-Watch - televisieserie